# Honky Reduction
Honky Reduction è il primo album del gruppo musicale grindcore statunitense Agoraphobic Nosebleed.

## Tracce
1. Black Ink on Black Paper – 0:29
2. Polished Turd – 0:20
3. Filthy Murder Shack – 0:20
4. The Withering of Skin – 0:29
5. Empowerment – 0:34
6. The House of Feasting – 1:00
7. Die and Get the Fuck Out of the Way – 0:40
8. Insipid Conversations – 0:27
9. Vexed – 0:41
10. Circus Mutt (Three Ring Inferno) – 1:17
11. Lives Ruined Through Sex (For Anita) – 1:05
12. Clawhammer and an Ether Rag (For Bill) – 0:35
13. NYC Always Reminds Me – 0:30
14. Her Despair Reeks of Alcohol – 0:56
15. Chump Slap – 0:21
16. Burned Away in Sleep – 0:24
17. Grief Is Not Quantifiable – 0:27
18. Cloved in Twain – 1:17
19. Torn Apart by Dingos – 0:31
20. Pagan Territories – 0:51
21. Hat Full of Shit (For Cletus) – 0:23
22. McWorld – 0:18
23. How Sean Threw His Back Out Sneezing – 0:27
24. Bones in One Bag (Organs in Another) – 0:16
25. Acute Awareness (For Wood) – 3:03
26. Two Shits to the Moon – 0:08